# Stephanskirchen
Stephanskirchen è un comune tedesco di 9 800 abitanti, situato nel land della Baviera.